# Standbeeld van Jan van Riebeeck
Het standbeeld van Jan van Riebeeck staat naast het standbeeld van zijn vrouw, Maria van Riebeeck, aan de Heerengracht in Kaapstad, Zuid-Afrika. Beide beelden staan met hun rug richting de zee en kijken in de richting van de Tafelberg. Het standbeeld van Jan van Riebeeck werd op 18 mei 1899 onthuld.

## Initiatief van Rhodes
Het standbeeld van Jan van Riebeeck was een schenking van de Brit Cecil Rhodes aan de stad Kaapstad. Hij gaf de Schotse beeldhouwer John Tweed de opdracht om het standbeeld te maken. Rhodes betaalde hiervoor een som van £1000; een groot bedrag voor die tijd. Een voorwaarde was dat de naam van Tweed niet op het beeld of de sokkel mocht komen te staan. Ook bepaalde Rhodes dat het beeld groter dan een normaal persoon moest zijn. Daarbij komt dat het beeld op een voetstuk, bestaand uit Kaaps graniet van 4¼m hoog staat. Dit voetstuk werd ontworpen door een architect waarmee Tweed bevriend was. Dit verhoogde nog eens de kosten.
Op 18 mei 1899 werd het bronzen beeld onthuld door burgemeester Thomas Ball in het bijzijn van die gehele Kaapse stadsraad, politici en vele burgers. Rhodes was echter afwezig, omdat hij op dat tijdstip een bezoek aan het Verenigd Koninkrijk bracht.
Rhodes wees de plek aan waar het standbeeld moest staan en dit was daar waar men over het algemeen dacht dat Van Riebeeck voor de eerste keer voet aan wal zette. Wegens de uitbreidingen van de haven in de eerste helft van de twintigste eeuw en de groei van de stad lag het beeld intussen tussen de wolkenkrabbers. Mettertijd werd de Heerengracht herontwikkeld en werd daar een grote rotonde aangelegd. In 1969 werden de beelden van Jan van Riebeeck en dat van zijn vrouw, dat in 1954 namens het Nederlandse volk aan Zuid-Afrika in kader van het Van Riebeeckfestival was geschonken, verplaatst naar hun huidige plek aan de Heerengracht.
Voor 1994 - het einde van apartheid - werd er elke jaar op Van Riebeeckdag (of Stichtingsdag - 6 april) een kranslegging bij de standbeelden van Jan en Maria van Riebeeck gehouden.

### Politiek motief
Het is opmerkelijk dat Rhodes het beeld van Jan van Riebeeck aan Kaapstad schonk, omdat zijn beleid juist anti-Nederlands en anti-Afrikaans was. Zo was hij tegen het gebruik van het Nederlands als officiële taal in de (Engelse) Kaapkolonie en streed hij tegen de zelfstandigheid van de Nederlandstalige Boerenrepublieken in Zuidelijk Afrika. Het is mogelijk dat Rhodes met de schenking van het beeld zijn imago bij de Nederlandssprekende Afrikaners wou verbeteren.

## Tijdsfouten
In het standbeeld zitten een aantal slordigheden, die mogelijk veroorzaakt zijn uit de onwetendheid aan het eind van de negentiende eeuw.
Hoewel het gezicht van Jan van Riebeeck gedetailleerd is weergegeven in het standbeeld, bestaat er geen schilderij van Van Riebeeck waarvan met alle zekerheid te zeggen is dat het een afbeelding van hem is. Ook is de klederdracht in het beeld niet helemaal juist. Overhangende schouderstukken waren in het midden van de zeventiende eeuw reeds uit de mode. Ook werden de kniebroek en de stijl van zijn jas pas gewild na het vertrek van Jan van Riebeeck naar Java. Daarnaast was het tijdens Jan van Riebeeck mode om veren op de hoed te dragen, terwijl deze juist ontbreken in het beeld.
Het standbeeld van Jan van Riebeeck heeft het zwaard in de schede en zijn wandelstok in de rechterhand. Dit kan geschiedkundig wel kloppen.